# Glenmor
 (mars 2025).

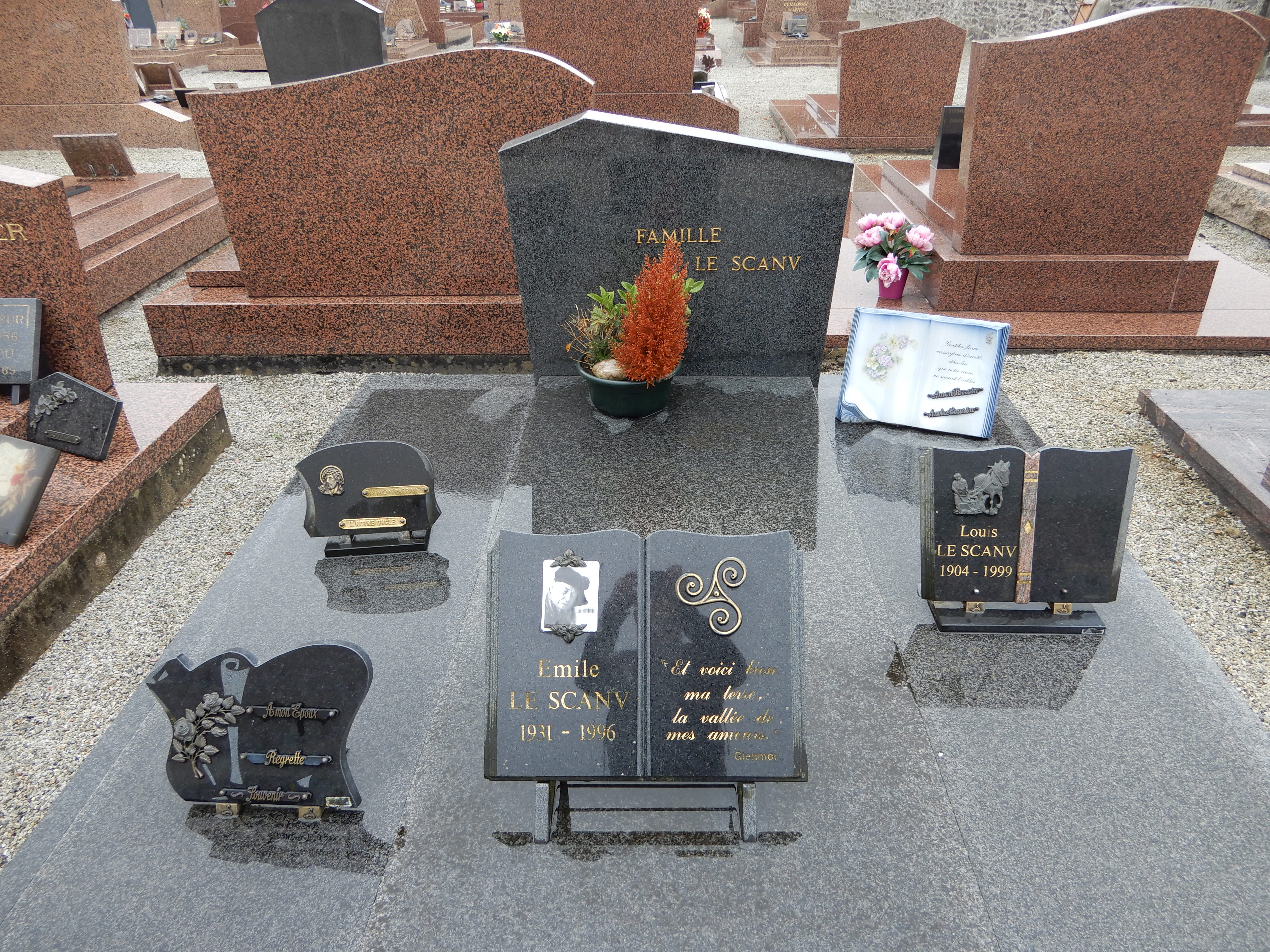
Tombe de Glenmor à Maël-Carhaix.

Émile Le Scanff, dit Glenmor ou Milig ar Skañv (né le 25 juin 1931 à Maël-Carhaix et mort le 18 juin 1996 à Quimperlé) est un auteur-compositeur-interprète, écrivain et poète breton de langue française et bretonne.
Barde moderne, grand éveilleur des consciences de sa génération et de celles qui suivent, il est à l'origine du renouveau de la culture bretonne.

## Biographie

### Enfance et formation
Il est né en 1931 à Maël-Carhaix. Il déclare avoir vécu dans une famille bretonnante paysanne. Il souhaite apprendre à lire et à écrire en breton malgré les humiliations qu'il dit avoir subies à l'école.
Il entre en 1941 au petit séminaire de Quintin, où il fera ses études secondaires, étudiant le latin, le grec et la théologie et obtenant ses deux baccalauréats à 17 ans. Pour autant, il fera preuve d'anticléricalisme et de mysticisme, sorte de religion personnelle, entre liberté, jouissance et humour, tendant parfois au moralisme, notamment dans le recueil en prose Sables et Dunes. Après avoir fait son service militaire à Paris, il obtient en 1952 une licence de philosophie à l'université de Rennes. Il joue aussi de la cornemuse au sein de la Kevrenn Rostren.
Il anime une troupe de théâtre en breton, Breizh a Gan, et il écrit avec Youenn Gwernig Genovefa, une opérette en breton. Il part en voyage en 1953 en Italie, Grèce, Turquie, Yougoslavie et Union soviétique et rentre en Bretagne fin 1954. Il commence alors à écrire et composer. Il est victime de la tuberculose et est soigné dans le sanatorium de Praz Coutant dans les Alpes. C'est là qu'il donne sa toute première représentation, en 1958.
Sa carrière artistique débute en octobre 1959 par un récital à Paris, devant quelques inconditionnels, avec Denise Mégevand à la harpe. Dès lors, il tente de vivre de ses chansons, interprétant aussi des textes d'Armand Robin, de René-Guy Cadou et d'autres poètes. Il adopte le nom de scène Glenmor ("terre-mer" en breton), réunion de l'Armor et de l'Argoat, et devient le nouveau barde breton. Durant de nombreuses soirées, il se produit à Montparnasse, en particulier au restaurant Ti Jos. Après Paris, il émigre plusieurs mois à Bruxelles en 1961 où il connaît un petit succès. Il croise Jacques Brel (qui dit dans la chanson Le Moribond : « Adieu l'Émile, je vais mourir ») et rencontre sa future femme qui, arrivée en Bretagne, se renomme Katell.
Après de nombreux concerts dans des petites salles, il enregistre un concert donné à la Mutualité de Paris au printemps 1967, produit en 33 tours.
En 1967, il s'installe avec Katell dans le manoir de Saint-Péran à Glomel. Avec ses amis Alain Guel et Xavier Grall, il participe à la fondation des Éditions Kelenn, où il publie en 1968 Le Livre des chansons, en même temps que Xavier Grall y publie Barde imaginé puis La Fête de la nuit (1972). Au début des années 1970, il fonde avec les mêmes Xavier Grall et Alain Guel le journal La Nation bretonne, qui joue alors un rôle important auprès d'une certaine élite intellectuelle.

### Carrière de chanteur militant
Au début de 1969, il sort son premier disque commercialisé, Cet Amour-là..., via le label Barclay. Il est accompagné par une harpe celtique sur deux chansons et par l'orchestre de François Rauber sur presque toutes les autres. La chanson écologiste Les Oiseaux fait référence aux pétroliers échoués, le Torrey Canyon à l'époque. En mars 1970, il se produit à nouveau à la maison de la Mutualité à Paris, accompagné par le jeune harpiste Alan Stivell.
En 1971, un autre 33 tours Barclay est un Hommage à Morvan Lebesque.
Entre 1970 et 1972, il tourne en Bretagne avec Léo Ferré. Dans son album Vivre sorti en mars 1972, il reprend d'anciennes chansons, dont deux qu'il avait écrites en breton, Viviana et Klemm Breizh-Izel, accompagnées d'un récitatif en français par Katell. En avril 1973, l'album Princes, entendez bien... tire son nom d'une composition de dix-huit minutes en ouverture. Elle amène à son chant Kan bale lu poblek Breizh, renommé Kan bale an ARB (« Chant de marche de l'Armée révolutionnaire bretonne »). Artiste engagé du mouvement breton, Glenmor affirme fortement dans ses chansons l'identité et les spécificités bretonnes. Il ouvre la voie de la conscience bretonne et fut l'un des premiers chanteurs dont la renommée dépassait les frontières bretonnes à chanter en breton.
Il participe au tournage du film C'était un Québécois en Bretagne, Madame ! de Bernard Gosselin et Pierre Perrault, une production de l'Office National du Film du Canada paru en 1977.
Il vit entre le manoir de Saint-Péran à Glomel et le manoir du Poul à Mellionnec, comme dans sa chanson sur Les chemins de Bohême. Il fête à Mellionnec ses vingt ans de chansons lors d'une grande fête, puis avec la parution d'un disque anniversaire : Tous ces vingt ans déjà. En 1978, il est désigné « Breton de l'année » par Armor Magazine.
En juin 1979, en compagnie de son ami Jean Le Calvez, directeur de la publication du journal Combat Breton, dont ils sont par ailleurs tous deux membres du comité de rédaction, il observe une grève de la faim pour protester contre le report du procès de plus d'une vingtaine de militants bretons interpelés en juillet 1978 à la suite d'un attentat contre le château de Versailles. Ils exigent la libération des détenus politiques, dont Yann Puillandre. Le journal se fait largement l'écho des lettres des prisonniers comme des prises de positions en leur faveur. Ce moment est l'occasion de réaffirmer son adhésion à Argad Breizh. Dans le même temps, il publie son roman La septième mort chez Jean-Edern Hallier et participe à la campagne de ce dernier aux élections européennes, malgré des ennuis de santé.

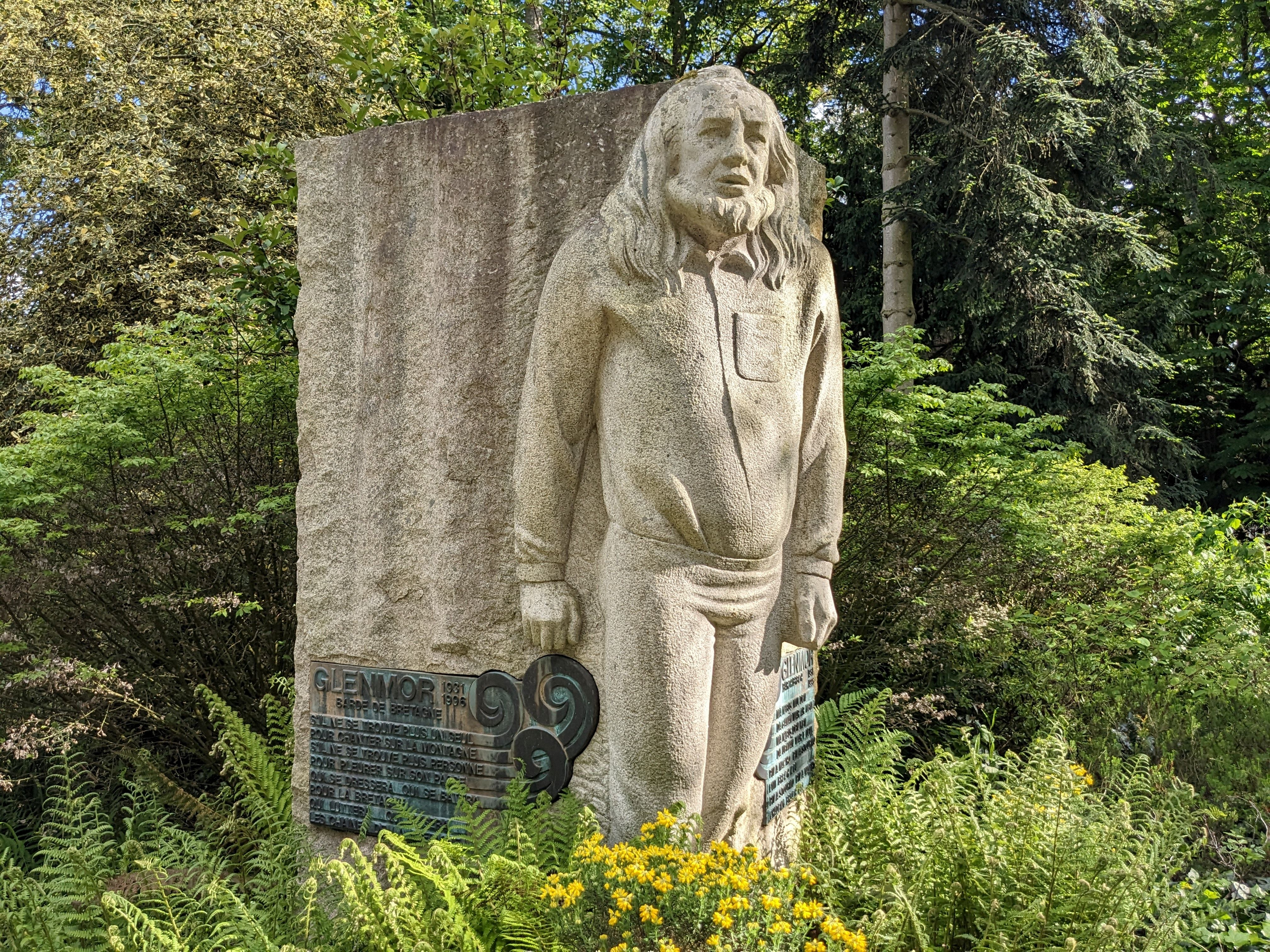
Statue de Glenmor au jardin du Thabor à Rennes

En 1990, à l'issue d'un concert pour la Fête de la langue bretonne à Carhaix, il décide de mettre fin à sa carrière musicale pour se consacrer à l'écriture. Il est décoré du collier de l'ordre de l'Hermine en 1990.
Il meurt d'un cancer le 18 juin 1996 à l'âge de 64 ans. Il est inhumé dans le caveau familial au cimetière de Maël-Carhaix.

### Mariage
Il est marié à Katell qu'il a rencontrée à Bruxelles et épousée en 1963 ; de son vrai nom Catherine Duveillez, belge, née le 5 juin 1939, décédée le 30 mars 2024. Leur mariage en 1963 à Glomel en Centre-Bretagne sera enregistré sur un disque, avec la présence de nombreux invités, et est l'exemple d'une noce typique en Basse-Bretagne. Ils auront deux enfants, Sterenn et Edern. Katell s'installera comme conteuse à Rostrenen.

## Hommages
- Glenmor an Distro est l'association des amis de Glenmor. Hervé Le Borgne en fut le président jusqu'à son décès en 2019, Servane Huonic lui succède.
- Dans plusieurs villes de Bretagne, des rues portent son nom : à Bannalec, Chateaugiron, Elven, Lanester, Merlevenez, Plonéis, Plouhinec, Pont-Scorff, Poullan-sur-Mer, Saint-Brieuc, Quéven, Quimper, Séné, Thorigné-Fouillard. De même, la municipalité de Rostrenen décide à la suite du décès de Glenmor de lui dédier une place près du presbytère.
- En 1998, Alan Stivell consacre une chanson à la mémoire de Glenmor sur son album 1 Douar : Kenavo Glenmor ("Au revoir Glenmor").
- Le billet de 70 Lur, utilisé lors des fêtes de la langue bretonne, est à son effigie[23].
- Une stèle à son effigie, réalisé par le sculpteur Jean Fréour, est érigée le 27 juin 1998[24] au parc du Thabor à Rennes.
- Depuis 1998, la scène principale du Festival des Vieilles Charrues de Carhaix se nomme scène Glenmor.

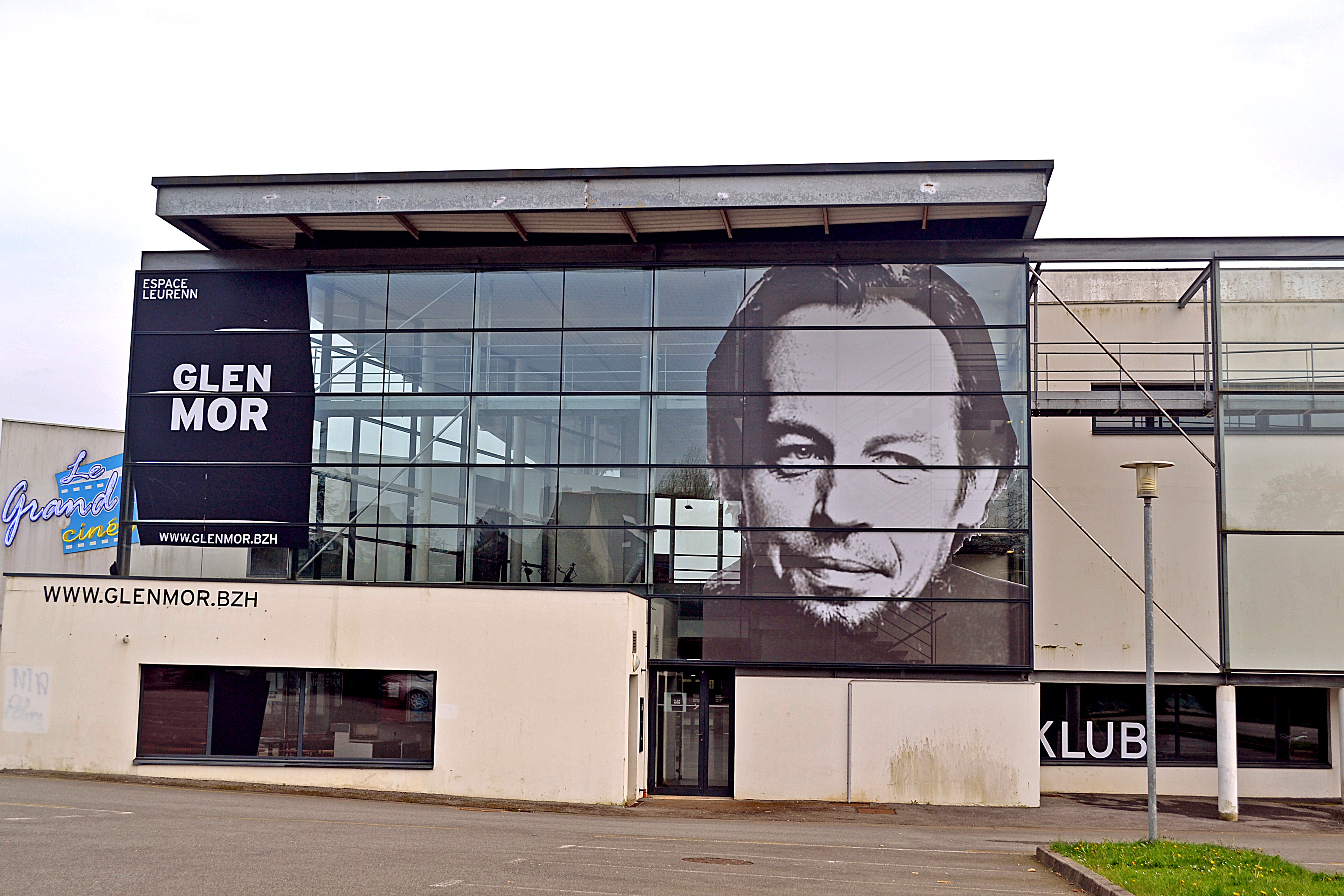
L'Espace Glenmor à Carhaix.

- En 2001, la ville de Carhaix nomme Espace Glenmor sa nouvelle salle de spectacle.
- La municipalité de Landerneau donne son nom à une salle de répétition de la Maison de la Musique.
- Le sculpteur Patrig Ar Goarnig a réalisé deux sculptures hommages : un bas-relief sur ardoise, réalisé en 1996, installée à Landeleau et une statue taillée dans le schiste baptisée Glenmor an distro, réalisée en 2006, installée au château de Kervoazec à Saint-Goazec[25]
- En 2009, Clarisse Lavanant a enregistré un album consacré aux chansons du barde, Glenmor Mémoire Vivante, récompensé par l'Académie Charles Cros et Trad Magazine. Le second volume, Je te souviens Glenmor, est sorti en 2011 et le troisième, Glenmor Vingt ans d'abord, est sorti en 2016[26].
- En 2011 est créé le spectacle théâtral chanté Glenmor L’insoumis (Disuj en breton), mis en scène par Goulc’han Kervella, interprété par des chanteurs et musiciens sous la direction de Patrick Audouin, et des comédiens d’Ar Vro Bagan[27].

## Discographie

### 45 tours
- 1961 : Glenmor Ed. Kornog (Tout au bout du sillon, Memento, Les nations, Viviana)
- 1963 : Les hommes de notre temps (+ De rêves et d'étoiles, Le retour, Les croisades)
- 1967 : Klemm Breizh-Izel (La plainte de la Bretagne), Sked (+ O Langonnet, Pa vin maro, Kan bale Névénoé)
- 1968 : Cet amour-là (+ Sodome, Toi l'enfant, Dieu me damne)
- 1969 : O Keltia (Cinq chansons en breton), Barclay (+ Koumoulen an hañv, An tousegi, Hiraezh, Groñvel)
- 1970 : Les Temps de la colère, Barclay (+ Les larmes d’un copain, Les chemins de la bohême, Tour de Babel)
- 1975 : Katell dit Glenmor : Poèmes, Ternell (Ce peuple est fou, Sables et dunes, Aux sans dieu, La demeure est close)

### Participations
- 1973 : Kertalg 73 : 2e festival pop celtic (Barclay) avec Sœurs Goadec, Brenda Wooton, Planxty…
- 1973 : Beilhadeg e Menez Kamm veillée bretonne à Menez-Kamm (Arfolk) avec Andrea Ar Gouilh, Mickael Skouarneg, An Nijadenn…
- 1976 : Skoazell Vreizh, Soutien aux familles des détenus politiques bretons (Coop Breizh) avec Ar Breizerien, Gweltaz, Stivell…
- 1978 : Ils se meurent nos oiseaux (Arfolk) avec Alan Stivell, Gilles Servat, Sœurs Goadec, Sonerien Du…

### Hommages
- 1998: Mouezh Paotred Breizh e Pleiben Chœur d'hommes de Bretagne (O Keltia et Kan Bale de Glenmor)
- 2000 : Hommage à Glenmor - Da Enorin Glenmor (Kan an Douar/Coop Breizh)
- 2001 : Buhez (Vie) par l'Ensemble Choral du bout du Monde avec Gilles Servat, Youenn Gwernig...
- 2002 : D'an enezenn - Vers l'île par l'ensemble choral Mouez ar mor de Brest (textes de Xavier Grall, Anjela Duval, Marie Kermarec, Per-Jakez Hélias, Job An Irien...)
- 2005 : Katel dit Glenmor avec Bernard Benoit (réédition CD Sobridis)
- 2006 : Dix ans déjà - Ar Pep Gwellañ ...que le vent porte et pose (An Distro/Coop Breizh)
- 2006 : Hommage à Glenmor par Gérard Ducos
- 2009 : Glenmor Mémoire vivante par Clarisse Lavanant
- 2011 : Je te souviens Glenmor (volume 2) par Clarisse Lavanant
- 2012 : Le Vieil Amant par Laurence Meillarec, sa pianiste - Coop Breizh
- 2016 : Glenmor Vingt ans d'abord (volume 3) par Clarisse Lavanant

### Ouvrages de Glenmor
- 1968 : Livre des Chansons, Mutualité 67 (éd. Kelenn, rééd. Stern ha Lugern, 1979)
- 1971 : Sables et Dunes (éd. Ternel)
- 1974 : Livre des Chansons, tome II, Bobino 73 (éd. Ternel)
- 1974 : La Septième Mort (éd. Ternel, rééd. Libres Halliers 1982)
- 1975 : Le Sang nomade (éd. Ternel)
- 1977 : Les emblaves et la moisson (éd. Stern ha Lugern)
- 1977 : Retraites paysannes, avec des typographies et bois gravés de Claude Huart (éd. Ternel)
- 1981 : Chantres de toutes les Bretagnes. 20 ans de la chanson bretonne, préface du livre d'André-Georges Hamon (éd. Jean Picollec)
- 1992 : L'Homme du dernier jour, La Gacilly (éd. Artus)
- 1995 : Les Derniers Feux de la Vallée (éd. Coop Breizh)
- 1996 : La Sanguine (éd. Coop Breizh)

#### Parutions posthumes
- 1997 : La Férule (Coop Breizh)
- 2000 : Xavier Grall in memoriam (Babel)
- 2007 : Kan ha diskan, Correspondances Grall-Glenmor (Coop Breizh)